# Vaskivți, Sribne
Vaskivți (în ucraineană Васьківці) este o comună în raionul Sribne, regiunea Cernihiv, Ucraina, formată numai din satul de reședință.

## Demografie
Componența lingvistică a comunei Vaskivți
     Ucraineană (98,14%)
     Rusă (1,86%)
Conform recensământului din 2001, majoritatea populației comunei Vaskivți era vorbitoare de ucraineană (98,14%), existând în minoritate și vorbitori de rusă (1,86%).